# Don't Wanna Stop
『Don't Wanna Stop』（ドント・ワナ・ストップ）は、矢沢永吉の19枚目のスタジオ・アルバム。1991年7月5日発売。

## 収録曲
| 全作曲: 矢沢永吉。 |                            |            |            |      |
| #                  | タイトル                   | 作詞       | 作曲・編曲 | 時間 |
| 1.                 | 「ラスト・シーン」         | 大津あきら | 矢沢永吉   | 4:08 |
| 2.                 | 「BIG BEAT」               | ちあき哲也 | 矢沢永吉   | 4:12 |
| 3.                 | 「LONELY WARRIOR」         | 大津あきら | 矢沢永吉   | 4:36 |
| 4.                 | 「夏の少年」               | 山川啓介   | 矢沢永吉   | 3:30 |
| 5.                 | 「優しさの跡」             | 大津あきら | 矢沢永吉   | 4:36 |
| 6.                 | 「DON'T WANNA STOP」       | 西岡恭蔵   | 矢沢永吉   | 3:16 |
| 7.                 | 「夢の彼方」               | 松本一起   | 矢沢永吉   | 3:55 |
| 8.                 | 「フェンス越しのFICTION」  | 松井五郎   | 矢沢永吉   | 4:27 |
| 9.                 | 「今・揺れる・おまえ」     | 西岡恭蔵   | 矢沢永吉   | 4:18 |
| 10.                | 「BITCH (message from E)」 | 大津あきら | 矢沢永吉   | 4:11 |
| 11.                | 「やってらんねぇ」         | 松井五郎   | 矢沢永吉   | 5:16 |
| 合計時間:          | 合計時間:                  | 合計時間:  | 46:25      |      |

### 楽曲解説
1. ラスト・シーン
日本テレビ系「刑事貴族2」エンディング・テーマ
2. BIG BEAT
TBS系「日立 世界・ふしぎ発見!」エンディング･テーマ
3. LONELY WARRIOR
「刑事貴族2」劇中インストゥルメンタル。「ラスト・シーン」のカップリング曲。
4. 夏の少年
5. 優しさの跡
6. DON'T WANNA STOP
TBS系「花と龍」オープニング・テーマ
「BIG BEAT」のカップリング曲。
7. 夢の彼方
アサヒビール「生ビールZ」キャンペーンソング
8. フェンス越しのFICTION
「夢の彼方」のカップリング曲。
9. 今・揺れる・おまえ
10. BITCH (message from E)
11. やってらんねぇ